# Kleine Rode Tractor
Kleine Rode Tractor (Engels: Little Red Tractor) is een Britse stop-motionanimatie kinderserie over een kleine rode tractor, zijn eigenaar Stan en diens vrienden uit het dorpje Babblebroek. De serie en de personages zijn gebaseerd op de boeken van Colin Reeder. De serie werd geproduceerd door Little Entertainment Group. De originele stemmen werden gedaan door Stephen Tompkinson en Derek Griffiths. De Nederlandse stem van Stan werd gedaan door Paul Passchier, terwijl de titelsong door Edward Reekers werd ingezongen.

## Verhaal
De serie speelt zich af in het fictieve dorpje Babbelbroek en gaat over een kleine rode tractor met zijn eigenaar Stan en zijn vrienden die avonturen beleven. Hij mag dan klein zijn, angsten kent deze tractor niet. Ondanks zijn formaat is hij veel behulpzamer dan de grote sterke voertuigen uit het dorp. Ook lost hij keer op keer, door lef te tonen en zijn verstand te gebruiken, de grootste problemen op.

## Afleveringen

### Seizoen 1
| Aflevering (seizoen) | Aflevering (serie) | Nederlandse titel               | Originele titel               |
| -------------------- | ------------------ | ------------------------------- | ----------------------------- |
| 1                    | 1                  | De grote knal                   | The Big Bang                  |
| 2                    | 2                  | De ladder                       | The Ladder                    |
| 3                    | 3                  | De gouden beker                 | The Gold Cup                  |
| 4                    | 4                  | Kleine Rode Tractors Verjaardag | Little Red Tractor's Birthday |
| 5                    | 5                  | Hooien                          | Making Hay                    |
| 6                    | 6                  | De geluksdag                    | The Lucky Day                 |
| 7                    | 7                  | Bramen                          | Berries                       |
| 8                    | 8                  | Stan Handig                     | Mr. Fixit                     |
| 9                    | 9                  | Vliegen                         | Flying                        |
| 10                   | 10                 | Vlooienmarkt                    | Garage Sale                   |
| 11                   | 11                 | Tijger, tijger!                 | Tiger, Tiger!                 |
| 12                   | 12                 | De wind                         | Windy Day                     |
| 13                   | 13                 | Boer van het jaar               | Farm of the year              |

### Seizoen 2
| Aflevering (seizoen) | Aflevering (serie) | Nederlandse titel  | Originele titel     |
| -------------------- | ------------------ | ------------------ | ------------------- |
| 1                    | 14                 | De dam             | The Dam             |
| 2                    | 15                 | De koeien zijn los | Silence of the Cows |
| 3                    | 16                 | Iedereen niest!    | The Big Sneeze      |
| 4                    | 17                 | Het geheime hoekje | Secret Den          |
| 5                    | 18                 | Meneer groot       | Mr. Big             |
| 6                    | 19                 | De detectives      | The Detectives      |
| 7                    | 20                 | Daken              | Roof Tops           |
| 8                    | 21                 | Winterlichtjes     | Winter Lights       |
| 9                    | 22                 | Een hondenleven    | Dog Gone            |
| 10                   | 23                 | Ouwe blauwe        | Bye Bye Blue        |
| 11                   | 24                 | Daar komt de draak | Enter the Dragon    |
| 12                   | 25                 | Water, water       | Water, water        |
| 13                   | 26                 | Het feestje        | The Party           |

### Seizoen 3
| Aflevering (seizoen) | Aflevering (serie) | Nederlandse titel         | Originele titel          |
| -------------------- | ------------------ | ------------------------- | ------------------------ |
| 1                    | 27                 | Het beest van Babbelbroek | The Beast of Babblebrook |
| 2                    | 28                 | De nieuwe tractor         | The New Engine           |
| 3                    | 29                 | De stadsjongen            | The Town Boy             |
| 4                    | 30                 | Cirkels in het graan      | Circles in the Corn      |
| 5                    | 31                 | Aardappels                | Spuds                    |
| 6                    | 32                 | Kleine rode popster       | Little Red Rocker        |
| 7                    | 33                 | Heerlijke modder          | Glorious Mud             |
| 8                    | 34                 | Het nieuwkomertje         | The New Addition         |
| 9                    | 35                 | De boomhut                | The Treehouse            |
| 10                   | 36                 | Op hol geslagen!          | Traction Trouble         |
| 11                   | 37                 | Zoals de wind waait...    | Gone With the Wind       |
| 12                   | 38                 | Lama drama                | Llama Drama              |
| 13                   | 39                 | Dorpshelden               | Read All About It        |

### Seizoen 4
| Aflevering (seizoen) | Aflevering (serie) | Nederlandse titel                  | Originele titel             |
| -------------------- | ------------------ | ---------------------------------- | --------------------------- |
| 1                    | 40                 | Het verzet van courgette           | Marrow Mangler              |
| 2                    | 41                 | De verborgen schat                 | Buried Treasure             |
| 3                    | 42                 | De geest van het donkere Uilenwoud | The Ghost of Tawny Owl Wood |
| 4                    | 43                 | De Beukehoeve racer                | The Beech Farm Flyer        |
| 5                    | 44                 | Snipperjacht                       | Paperchase                  |
| 6                    | 45                 | Mollen en molens                   | Molehills and Windmills     |
| 7                    | 46                 | Het meifeest                       | May Day                     |
| 8                    | 47                 | Eitje                              | Scrambled Eggs              |
| 9                    | 48                 | De plattelandsspelen               | Farm Games                  |
| 10                   | 49                 | Het tweede gezicht van Stan        | Double Trouble              |
| 11                   | 50                 | Wat een hitte                      | Hot Hot Hot                 |
| 12                   | 51                 | Stinkkaas                          | Cheesed Off                 |
| 13                   | 52                 | De toverhoed                       | Magic Hat                   |

### Seizoen 5
| Aflevering (seizoen) | Aflevering (serie) | Nederlandse titel | Originele titel        |
| -------------------- | ------------------ | ----------------- | ---------------------- |
| 1                    | 53                 |                   | Bubblegum              |
| 2                    | 54                 |                   | Countryside Code       |
| 3                    | 55                 |                   | Dog Gone               |
| 4                    | 56                 |                   | Furry Jumper           |
| 5                    | 57                 |                   | Kart Race              |
| 6                    | 58                 |                   | Lost!                  |
| 7                    | 59                 |                   | Milkshake              |
| 8                    | 60                 |                   | Movie Madness          |
| 9                    | 61                 |                   | One Potato, Two Potato |
| 10                   | 62                 |                   | Raindance              |
| 11                   | 63                 |                   | Rambling Rabbits       |
| 12                   | 64                 |                   | Row Yer Boat           |
| 13                   | 65                 |                   | Run                    |
| 14                   | 66                 |                   | The Hill               |
| 15                   | 67                 |                   | The Map                |
| 16                   | 68                 |                   | The Show Must Go On    |
| 17                   | 69                 |                   | Thunder and Dancing    |
| 18                   | 70                 |                   | Too Cold for Snow      |
| 19                   | 71                 |                   | Topsy Turvey           |
| 20                   | 72                 |                   | Unwanted Tractor       |
| 21                   | 73                 |                   | Up, Up and Away        |
| 22                   | 74                 |                   | What's Up Duck         |
| 23                   | 75                 |                   | Welcome Home           |